# Mina Live ’78
Mina Live ’78 је трећи концертни албум италијанске певачице Мине, објављен 1978. године за издавачку кућу PDU. Снимање албума је одржано током концерта 23. августа 1978. године у ноћном клубу Bussoladomani на Тоскани, где је Мина такође записала два своја претходна концертна албума Mina alla Bussola dal vivo (1968) и Dalla Bussola (1972).

## Списак пјесама
Страна A
1. Stasera io qui — 2:06
2. Stayin’ Alive — 1:54
3. L’importante è finire — 2:59
4. Non può morire un'idea — 4:40
5. E poi... — 5:16

Страна B
1. Sognando — 4:26
2. Ancora ancora ancora — 5:13
3. Lacreme napulitane — 5:10
4. El porompompero — 3:04

Страна C
1. Georgia on My Mind — 3:18
2. Angela — 1:44
3. Margherita — 4:10
4. Città vuota (It's a Lonely Town) — 3:44
5. Amante amore — 3:39

Страна D
1. Emozioni — 2:11
2. Ancora tu] — 1:44
3. Si, viaggiare — 1:16
4. I giardini di marzo — 4:32
5. We Are the Champions — 4:07
6. Grande, grande, grande — 4:26

## Позиције на листама
| Листа (1978)              | Највиша позиција |
| ------------------------- | ---------------- |
| Италија (Musica e dischi) | 4                |